# L.A. Rats
L.A. Rats je americká heavymetalová superskupina založená v roce 2021.

## Historie
Kapela vznikla počátkem roku 2021 na setkání hudebníků u výkonného ředitele nahrávací společnosti Scotta Borchetty, který měl na starosti soundtrack k tehdy připravovanému americkému akčnímu thrilleru Netflixu The Ice Road. Superskupina vzešlá z tohoto nahrávání zahrnuje frontmana Roba Zombieho (ex White Zombie), kytaristu Johna 5 (Rob Zombie, ex Marilyn Manson), baskytaristu Nikkiho Sixxe (Mötley Crüe, ex Sixx:A.M., ex Brides of Destruction) a bubeníka Tommyho Clufetose (Ozzy Osbourne, ex Black Sabbath, ex Ted Nugent). Hudebníci spolu již dříve spolupracovali v různých projektech. Clufetos bubnoval na několika albech Roba Zombie a Johna 5, zatímco John 5 spolupracoval s Nikkim Sixxem na soundtracku k životopisnému filmu Mötley Crüe The Dirt.
Jejich první píseň je „I've Been Everywhere“, což je heavymetalový cover country písně z roku 1959 napsané Geoffem Mackem, kterou později hráli také Hank Snow, Johnny Cash a Asleep at the Wheel. Skladba byla použita v The Ice Road a objevila se i na následném doprovodném soundtrackovém albu. Píseň se v červenci 2021 dostala do hitparády Billboard Mainstream Rock a k písni byl také vydán animovaný videoklip.
Ke konci roku 2021 není jasné, zda superskupina nahraje nějakou další hudbu.

## Členové kapely
- Rob Zombie – zpěv
- Nikki Sixx – baskytara
- John 5 – kytara
- Tommy Clufetos – bicí

## Singly
| Titul                                    | Rok  | Pozice v hitparádě | Album                   |
| Titul                                    | Rok  | USA.               | Album                   |
| ---------------------------------------- | ---- | ------------------ | ----------------------- |
| "I've Been Everywhere"[nedostupný zdroj] | 2021 | 11                 | The Ice Road soundtrack |